# Falher
Falher es un pueblo canadiense situado en la provincia de Alberta.

## Superficie
Falher tiene una superficie de 2,83 km².

## Demografía
En 2021, tenía 1001 habitantes, una densidad poblacional de 354,1 hab./km², y 474 viviendas.